# Jean Barbaud
Pour les articles homonymes, voir Barbaud.
Jean Barbaud est un dessinateur français, créateur de bandes dessinées et de dessins animés, né le 2 septembre 1955 à Cholet (Maine-et-Loire), en France. Il a dessiné les personnages des séries animées Il était une fois….

## Biographie
Jean Barbaud fait des études pour entrer dans le milieu de la publicité, plus particulièrement le dessin à l'école Brassart ; il intègre ensuite le Studio DIC de Jean Chalopin, à Tours. C'est là qu'il élabore les personnages de la série de dessins animés Il était une fois... l'Homme (diffusée à partir d'avril 1978 sur FR3), déclinée en Il était une fois... l'Espace (diffusée à partir du 9 octobre 1982 sur FR3), Il était une fois... la Vie (diffusée à partir de janvier 1987 sur Canal+) et Il était une fois... les Découvreurs (diffusée à partir du 3 janvier 1994 sur Canal+).
Il était une fois... la Vie obtient le 7 d'or de la meilleure émission pour la jeunesse en 1988.
Jean Barbaud participe aussi au dessin animé Inspecteur Gadget, aux côtés de Bruno Bianchi.
Passionné d’avions, Jean Barbaud caricature, chaque mois depuis 1983, le monde de l'aéronautique dans Le Fana de l'Aviation, revue spécialisée.
Il dessine plusieurs albums de bande dessinée autour de ce thème : Lieutenant Mac Fly, scénarisé par Fred Duval (Delcourt), Gueules de Zings (Vents d’Ouest), Les Dézingueurs (Bamboo).
Il tient également un blog consacré à son travail.

## Œuvres
- Jean Barbaud et Fred Duval, Lieutenant Mac Fly : Que l’Air Force soit avec vous !, t. 1 (bande dessinée), Paris, Delcourt, 1999, 47 p. (ISBN 2-84055-283-3)[7]
- Jean Barbaud et Thierry Cailleteau, Gueules de Zings (bande dessinée), Issy-les-Moulineaux, Vents d’Ouest, 2001, 175 p. (ISBN 2-86967-972-6)[8]
- Jean Barbaud et Fred Duval, Lieutenant Mac Fly : Mach 2, t. 2 (bande dessinée), Paris, Delcourt, 2001, 47 p. (ISBN 2-84055-565-4)[9]
- Jean Barbaud et Thierry Cailleteau, 100% Pur Zing (bande dessinée), Sèvres, Vents d’Ouest, 1993, 110 p. (ISBN 2-84045-045-3)
- Jean Barbaud et Fred Duval, Lieutenant Mac Fly : Le Fou Mandchou, t. 3 (bande dessinée), Paris, Delcourt, 2003, 47 p. (ISBN 2-84055-829-7)[10]
- Jean Barbaud et Zainal, Pompiers en Zings (bande dessinée), Saint-Egrève, Mosquito, 2004, 63 p. (ISBN 2-908551-68-3)
- Jean Barbaud, Les Dents de la Guerre, t. 1 (bande dessinée), Charnay-lès-Mâcon, Bamboo, 2009, 139 p. (ISBN 978-2-35078-784-8)
- Jean Barbaud et Hervé Richez, Les Dézingueurs, t. 1 (bande dessinée), Charnay-lès-Mâcon, Bamboo, 2009, 47 p. (ISBN 978-2-35078-783-1)[5]
- Jean Barbaud et Hervé Richez, Les Dézingueurs : Coureurs de Nippon, t. 2 (bande dessinée), Charnay-lès-Mâcon, Bamboo, 2011, 47 p. (ISBN 978-2-8189-0165-6)
- Jean Barbaud, Sketchbook Barbaud (bande dessinée), Montreuil, Comix Buro, 2011 (ISBN 978-2-916518-37-4)
- Jean Barbaud, Hervé Richez et Afroula, Les Dézingueurs : Appâts de Sushi, t. 3 (bande dessinée), Charnay-lès-Mâcon, Bamboo, 2013, 47 p. (ISBN 978-2-8189-2382-5)
- Jean Barbaud, Sidonie Farjon et Afroula, Aéroclub des Colibris : Le premier vol d'Oscar, t. 1 (illustrations jeunesse), Paquet / Chours, 2014, 40 p. (ISBN 978-2-88934-004-0)
- Jean Barbaud, Sidonie Farjon et Afroula, Aéroclub des Colibris : Un solo qui décoiffe, t. 2 (illustrations jeunesse), Paquet / Chours, 2015 (ISBN 978-2-88934-013-2)
- Jean Barbaud, Drôles de Zings, Bamboo Éditions, décembre 2016.  (ISBN 978-2-81894-048-8)
- Jean Barbaud, Jean-Charles Gaudin, Afroula et Studio Minte, Il était une fois l'Homme: t1 La Préhistoire, Editions Soleil, 2016.  (ISBN 978-2-3020-5379-3)
- Jean Barbaud, Jean-Charles Gaudin, Afroula et Studio Minte, Il était une fois l'Homme: t2 Les Vallées Fertiles & l'Egypte, Editions Soleil, 2017.  (ISBN 978-2-3020-5787-6)

#### Interviews
- Jean Barbaud et Patrice Gentilhomme, « Jean Barbaud ("Les dézingueurs") : "Il y a bien souvent plus de mouvement dans la BD que dans certains dessins animés !" », sur Actua BD, 10 janvier 2010
- Jean Barbaud (interviewé) et Sylvie Arnaud, « Ce Choletais a dessiné Il était une fois... l'Homme », Ouest-France,‎ 13 mai 2017